# Jean Mendiondou

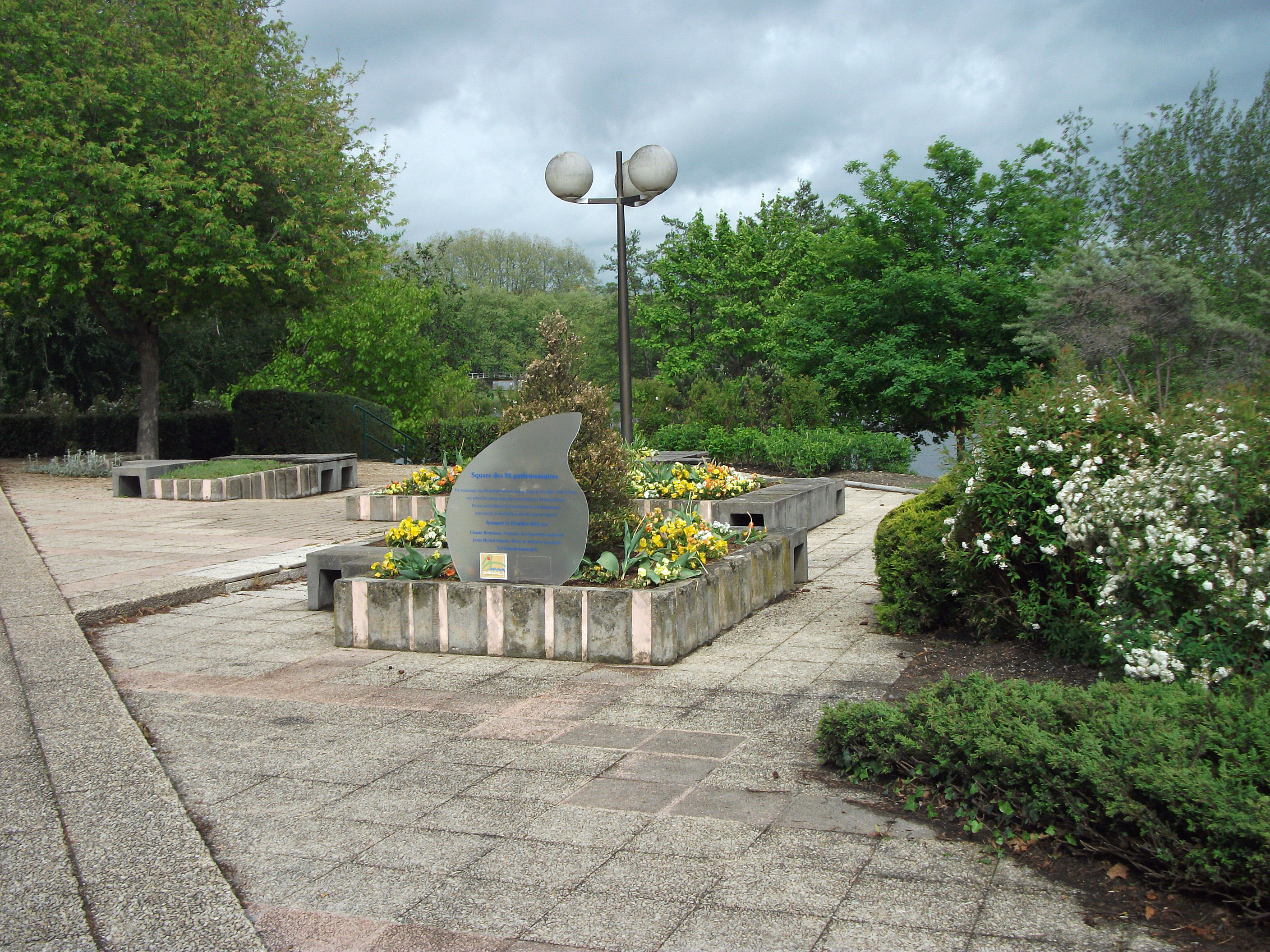
Bellerive-sur-Allier – Square des 80 Parlementaires (2014)

Léon François Jean Mendiondou (* 25. Juni 1885 in Oloron-Sainte-Marie; † 26. Oktober 1961 in Biarritz) war ein französischer Politiker der Dritten Republik und Widerstandskämpfer während des Vichy-Regimes. Er gehörte zu den „quatre-vingts“ (achtzig) Abgeordneten, die am 10. Juli 1940 Marschall Philippe Pétain die diktatorischen Vollmachten verweigerten.

## Leben
Jean Mendiondou stammt aus einer Juristenfamilie in Oloron-Sainte-Marie, die im politischen und gesellschaftlichen Leben der Region verankert war. Nach seinem Jurastudium ließ er sich in Paris als Anwalt registrieren und trat 1908 als Attaché in das Justizministerium ein. Der 1913 amtierende PremierministerLouis Barthou war als Abgeordneter von Oloron und ehemaligen politischen Freund seines Onkels seiner Karriere hilfreich.
Während des Ersten Weltkriegs wurde er mobilisiert und mit dem Croix de guerre und der Militärmedaille ausgezeichnet. Danach arbeitete weiter in Ministerien unter der Leitung Barthous.
1922 heiratete er Marguerite-Jeanne-Amélie Daner.
Die administrative Karriere von Jean Mendiondou fand 1926 ein jähes Ende. Er war Teil einer Affäre, in der mehrere Beamte verdächtigt wurden, Einbürgerungen gegen Bezahlung erleichtert zu haben. Er wurde vom Dienst suspendiert und zu einem Jahr Gefängnis verurteilt. Obwohl er von der Berufungskammer freigesprochen wurde, musste er dennoch zurücktreten. Danach kehrte zurück in seine Heimat, das Béarn, wo er in die Lokalpolitik einstieg. 1935 wurde er Bürgermeister von Oleron.
Bei den Parlamentswahlen von 1936 wurde Mendiondou als Kandidat der Radicaux indépendants mit zwei Stimmen Vorsprung vor Henri Lillaz zum Abgeordneten von Oloron gewählt. Von seinem Konkurrenten angefochten, wurde die Wahl von der Abgeordnetenkammer bestätigt.
In der Abgeordnetenkammer gehörte er zunächst der Fraktion der Gauche indépendante und später der radikalssozialistischen Fraktion an. Dabei gehörte er bis zu deren Ende zu den Unterstützern der Volksfrontregierung Léon Blums. Er war einer der wenigen lokalen Persönlichkeiten, die sich für die Einrichtung eines Lagers für Flüchtlinge aus Spanien aussprachen, das in Gurs errichtet wurde.
Obwohl er in Vichy anfangs Philippe Pétain unterstützte – er war Unterzeichner des Gegenentwurfs Vincent Badies – lehnte er die erweiterten Vollmachten für Pétain ab.
Nach der Vertagung der Kammern widmete er sich seinem Amt als Bürgermeister, doch per Dekret vom 1. Dezember 1940 wurde der Stadtrat von Oloron suspendiert und durch eine Sonderdelegation ersetzt. Während der Besatzung war Mendiondou an der Organisation von Netzwerken zur Überquerung der spanischen Grenze beteiligt.
Die Befreiung ermöglichte es ihm, wieder offizielle Funktionen zu übernehmen. Im August 1944 wurde er zum Vorsitzenden der Sonderdelegation von Oloron ernannt und im November 1944 wurde er für die Radikale Partei in die Assemblée consultative provisoire berufen. Danach übte er mit wechselndem Erfolg lokale Ämter aus. Auch bei den folgenden Parlamentswahlen wurde er geschlagen.
Er starb am 26. Oktober 1961 in Biarritz und fand seine letzte Ruhestätte auf dem Friedhof Sainte-Croix in Oloron.